# 矯正施設

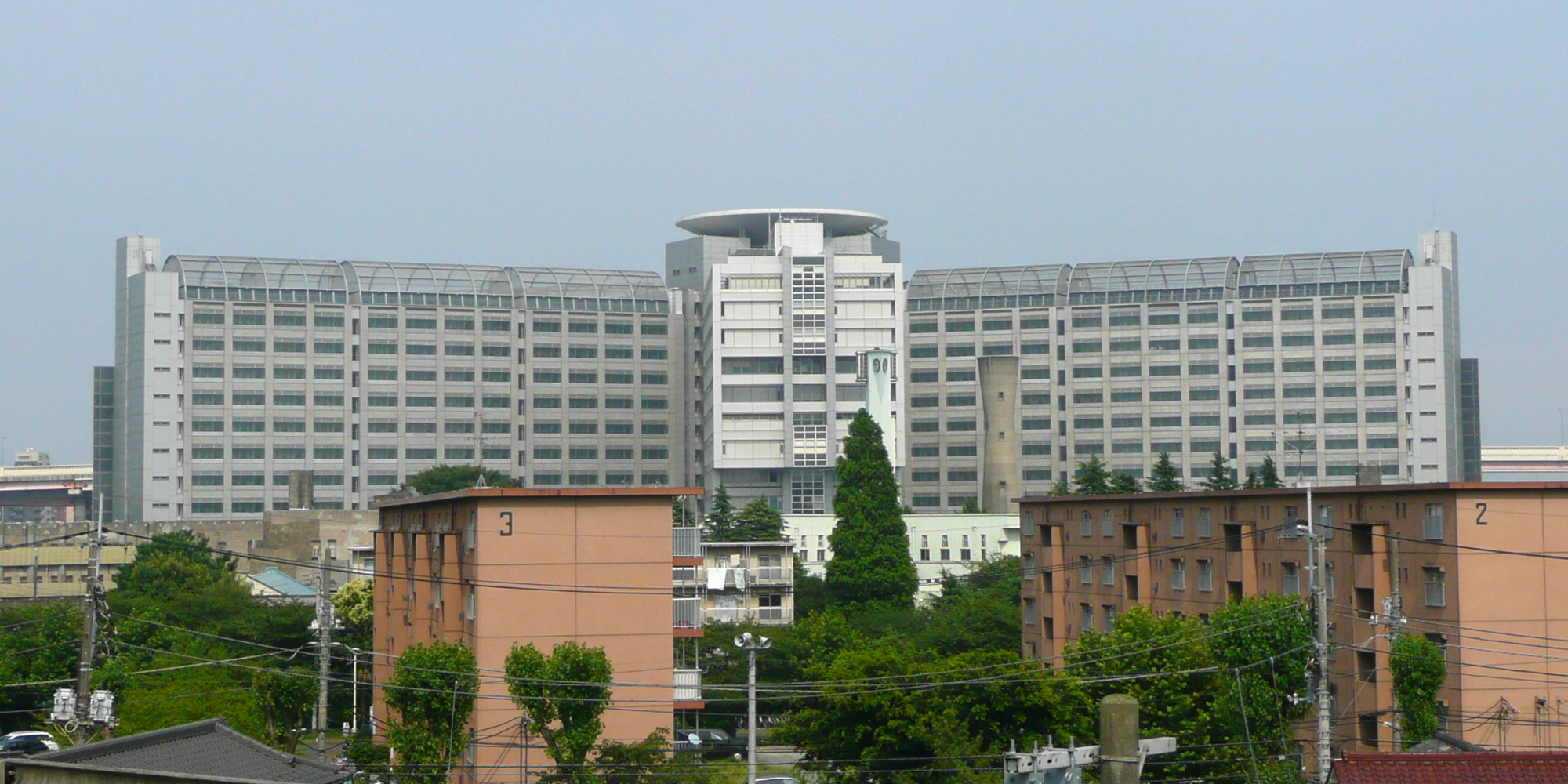
東京拘置所

矯正施設（きょうせいしせつ）英語Corrective facilitiesとは、犯罪を行った者や非行のある少年を収容し、改善更生のための処遇を行う施設。

## 定義

### 狭義
矯正施設とは、狭義では、法務省所管の刑務所、少年刑務所、拘置所、少年院、少年鑑別所のことを指す。
この中で、刑務所、少年刑務所、拘置所の3つを刑事施設と言い、旧監獄法上では監獄とされていたが、刑事収容施設及び被収容者等の処遇に関する法律の施行により刑事施設と改称された。
この他、社会復帰促進センターが設置されている。

### 広義
広義の矯正施設は「犯罪者・非行少年・触法少年などの改善更生を目的とした教育・訓練を行う施設」を指す。
そのため、上記の法務省所管の施設のほか、厚生労働省所管ないし都道府県立の児童自立支援施設や、民間団体の運営による犯罪者更生施設（フリースクール）などの国公私立施設も含む。

### プログラム
矯正施設においては、その各施設における目的を達成するための各種プログラムを遂行している。

## 矯正施設と呼ばれる施設
下記施設はすべて法務省が所管する。

### 刑務所
懲役、禁錮又は拘留に処せられた者を拘置する刑事施設。
特に、専門的な治療を必要とする者は、医療刑務所に収容される。

### 少年刑務所
元々は、男性の少年受刑者を収容する刑事施設。
しかし、現在は26歳未満の青年受刑者も収容している施設が多く、収容対象が成人刑務所と変わらない施設もある。

### 拘置所
刑事訴訟法の規定により勾留される被疑者・被告人（未決拘禁者）と、死刑の言渡しを受けて拘置される者（死刑確定者、すなわち死刑囚）を収容する刑事施設。
いずれも改善更生のための処遇は必要ないので行われない。

### 少年院
家庭裁判所から保護処分として送致された、おおむね12歳以上20歳未満の者、または有罪判決を受けた14歳以上16歳未満の者（少年院収容受刑者）を収容し、矯正教育を授ける施設。
かつては初等少年院、中等少年院、特別少年院及び医療少年院の4種があったが、現在は第一種〜第五種までにくみなおされた。

### 少年鑑別所
家庭裁判所の調査及び少年審判を行うために観護の措置の必要がある少年を収容し、その資質の鑑別を行う。

## 矯正施設に準じる施設
児童自立支援施設
不良行為をなし、又はなすおそれのある児童及び家庭環境その他の環境上の理由により生活指導等を要する児童を入所させ、又は保護者の下から通わせて、個々の児童の状況に応じて必要な指導を行い、その自立を支援し、あわせて退所した者について相談その他の援助を行うことを目的とする施設（児童福祉法44条）。児童福祉法上の児童福祉施設の一つ。かつては感化院、教護院とも呼ばれていた。同施設のうち国立の場合は法務省ではなくこども家庭庁が所管する。保護処分あるいは自治体の判断で収容される。